# Di-Meh
Di-Meh, de son vrai nom Mehdi Belkaïd, né le 30 juin 1995 à Genève, est un rappeur suisse d'origine algéro-marocaine. Il est l'un des principaux représentants du rap en Suisse romande, en compagnie de ses acolytes au sein du collectif genevois Superwak Clique : Makala, Slimka et Varnish La Piscine.

## Biographie
Mehdi Belkaïd naît le 30 juin 1995 à Genève. 
Son père, arrive d'Algérie à Lausanne  en 1987, et tente sa chance dans le football avant de se lancer dans la restauration, tandis que sa mère, d'origine marocaine, travaillait dans l'hôtellerie. Grand passionné de skateboard depuis son enfance, il passe beaucoup de temps au skatepark de Lausanne et y fait de nombreuses références dans ses textes. C'est notamment grâce au skate qu'il découvre la culture rap. Adolescent, il voyage à Paris et y rencontre des artistes de la capitale comme les membres de la 75ème Session, de 1995, du Panama Bende ou même certains artistes belges de la nouvelle vague, qui l'aident à réaliser ses premiers projets et se voit invité à des featurings. En parallèle de la sortie de cinq EPs entre 2013 et 2016, Di-Meh fonde en 2014 le collectif Superwak Clique avec de nombreux artistes hip-hop genevois comme Makala, Slimka, DeWolph, Varnish La Piscine et Rico TK. 
En janvier 2017, il sort le morceau Focus qui va lui permettre de se faire connaître sur la scène suisse romande. Ce morceau est le premier extrait de sa mixtape Focus, Vol. 1, qui sort en mai 2017, produite par le label genevois Colors Records. Cette mixtape atteint la 40ème place du Schweizer Hitparade lors de sa première semaine d'exploitation. En 2018, il sort Focus, Vol. 2, suite de son précédent projet. Le succès sera au rendez-vous puisque la mixtape se place dans le top 200 français. L'année suivante, il sort la mixtape Fake Love, porté par la chanson éponyme. En mars 2019, il est sujet à un polype sur ses cordes vocales et déclare : « on m’a opéré avec l’interdiction de parler pendant un mois et demi. J’ai fait de la rééducation avec un logopédiste. J’avais une voix aiguë depuis petit, mon timbre a changé. Il y aura un avant et un après ».
Le 14 mai 2021, il sort son premier album nommé Mektoub. En 2022, il publie un autre album, intitulé OV3. 

## Discographie

### Singles
- 2018 : Depeche Mode (avec Makala & Slimka)
- 2018 : Personnel
- 2019 : Fake Love
- 2019 : Jeunesse
- 2019 : Big Foot (feat. Daejmiy)
- 2020 : Denzel
- 2021 : 4x4 Diplomatique

### Apparitions
- 2016 : Amor (sur la mixtape Mercy de Laylow)
- 2016 : Freestyle All Shart 2 feat. Seyté, Char, Metissa, Reeno, F.L.O, Seven, Ol Zico, Primero, Saké, Neshga, Stara, El Chileno, Eli Mc, Roméo Elvis , Rizla, Mani Deïz, Convok, Shawn-H, JeanJass, Kosta, Yanso, Kenan, James Deano, Di-meh, Caballero, Geule Blansh, Paco, Lacraps, Limsa d'Aulnay, Sideral et Senamo (sur la mixtape Trois fois rien de Senamo, Seyté & Mani Deïz)
- 2017 : Seven Up feat. Slimka (sur l'album Ego de Danitsa)
- 2018 : XPO (sur la mixtape No Bad, Vol. 2 de Slimka)
- 2018: AA+ feat. Miles Singleton (sur la mixtape To Be Continued de Yungloon Taliboon)
- 2018 : Confusion (sur la mixtape Oz Life de Ozdaya)
- 2018 : Guestlist feat. Slimka (sur l'album Boulangerie française, Vol. 2 de DJ Weedim)
- 2018 : KTM feat. Slimka & Harry Fraud (sur la compilation Brooklyn / Paris)
- 2018 : Racks feat. Slimka & Loveni (sur l'album Bisous mortels de Myth Syzer)
- 2018 : A Plus, A Ciao (single de Slimka)
- 2018 : Next level feat. Sawmal & Tefladef (sur la mixtape Free gouap 5 de Gouap)
- 2018 : Wait A Minute (sur la mixtape Dead Inside de Kid Tha 6)
- 2018 : Talk About (sur l'EP Peep Show de DeWolph)
- 2018 : H/H feat. Slimka (sur l'album Roze de Tortoz)
- 2019 : Mamacita (sur l'album Hijo de Almeria)
- 2019 : Make It feat. Némir & Gracy Hopkins (sur l'album Hijo de Almeria)
- 2019 : Pourquoi tu m'parles feat. Slimka (sur l'album Blackbird de DJ Elite)
- 2019 : Maluco (sur la mixtape Baile de Rua de MC Buzzz)
- 2019 : Pas Le Seul (sur la mixtape Un de 3010)
- 2020 : Ennemis, pt. 2 (sur l'album Adios Bahamas de Népal)
- 2020 : MTM feat. Cinco (sur la mixtape Temporada de Tengo John)
- 2020 : Bushido Massaï (sur l'EP Tunnel Vision Prelude de Slimka)
- 2021 : Double Penthouse (sur l'album Tunnel Vision de Slimka)
- 2022: Big Buckets (sur l'album ZZCCMXTP de Pandrezz, Kronomuzik et Ronare)[12]
- 2022: Flow externe (sur l'album ZZCCMXTP de Pandrezz, Kronomuzik et Ronare)[13]
- 2023 : Portable cassé (sur l’album Les galeries de Roméo Elvis)
- 2024 : Tribal King - Legendes Industries feat Di-Meh